# シーダー湖 (マニトバ州)
シーダー湖（シーダーこ）はカナダのマニトバ州にある湖。ウィニペゴシス湖のすぐ北に位置する。
湖の主な水の供給源はサスカチュワン川であり、三角州を形成して北西から流れ込んでいる。シーダー湖東端から再びサスカチュワン川として流出し、5kmほど流れてウィニペグ湖へと流入している。最終的にはネルソン川を経てハドソン湾へと至る。
湖の水位はグランドラピッズダムにより制御されている。近隣にはグランドラピッズおよびファースト・ネーションの町イースタービルが存在する。
この湖はすばらしい中生代の琥珀化石の標本で知られる。このタイプの琥珀は、この地域の住むインディアンの部族からChemawinitと呼ばれる。また、Cedaritという名もある。